# Odostomia baldridgeae
Odostomia baldridgeae är en snäckart som beskrevs av Bartsch 1912. Odostomia baldridgeae ingår i släktet Odostomia och familjen Pyramidellidae. Inga underarter finns listade i Catalogue of Life.